# Кингисеппское городское поселение
Ки́нгисеппское городско́е поселе́ние — муниципальное образование в составе Кингисеппского района Ленинградской области. Административный центр — город Кингисепп.

## География
Поселение находится в центральной части района на обоих берегах реки Луга.
По территории поселения проходят автодороги:
- А180 «Нарва» (E 20) (Санкт-Петербург — Ивангород — граница с Эстонией)
- 41К-005 (Псков — Краколье)
- 41К-114 (подъезд к г. Кингисепп)
- 41К-584 (Кингисепп — Порхово)

## История
1 января 2006 года в соответствии с областным законом № 81-оз от 28 октября 2004 года «Об установлении границ и наделении соответствующим статусом муниципального образования Кингисеппский муниципальный район и муниципальных образований в его составе» образовано Кингисеппское городское поселение, в его состав вошла территория города Кингисеппа и деревни Порхово.

## Население
| 2006    | 2010    | 2011    | 2012    | 2013    | 2014    | 2015    |
| ------- | ------- | ------- | ------- | ------- | ------- | ------- |
| 50 500  | ↘48 494 | ↗48 665 | ↘48 644 | ↘48 261 | ↘48 129 | ↘47 970 |
| 2016    | 2017    | 2018    | 2019    | 2020    | 2021    | 2023    |
| ↘47 711 | ↘47 315 | ↘46 747 | ↘45 858 | ↘45 216 | ↗49 897 | ↘49 186 |
| 2024    | 2025    |         |         |         |         |         |
| ↘48 987 | ↘48 537 |         |         |         |         |         |

## Состав городского поселения
| № | Населённый пункт | Тип населённого пункта        | Население      |
| - | ---------------- | ----------------------------- | -------------- |
| 1 | Кингисепп        | город, административный центр | ↘48 355 (2025) |
| 2 | Порхово          | деревня                       | ↗1820 (2025)   |